# Khair
Khair é uma cidade  no distrito de Aligarh, no estado indiano de Uttar Pradesh.

## Geografia
Khair está localizada a 27° 57′ N, 77° 50′ L. Tem uma altitude média de 188 metros (616 pés).

## Demografia
Segundo o censo de 2001, Khair tinha uma população de 27,661 habitantes. Os indivíduos do sexo masculino constituem 54% da população e os do sexo feminino 46%. Khair tem uma taxa de literacia de 54%, inferior à média nacional de 59.5%: a literacia no sexo masculino é de 62% e no sexo feminino é de 44%. Em Khair, 17% da população está abaixo dos 6 anos de idade.